# (35729) 1999 GZ4
1999 GZ4 (asteroide 35729) é um asteroide da cintura principal. Possui uma excentricidade de 0.14260520 e uma inclinação de 5.33277º.
Este asteroide foi descoberto no dia 13 de abril de 1999 por Frank B. Zoltowski em Woomera.